# Stazione di Piazza Brembana
La stazione di Piazza Brembana (dal 1927 al 1956, stazione di San Martino de' Calvi Nord) fu lo scalo capolinea settentrionale della ferrovia della Valle Brembana, a servizio dell'omonimo comune.

## Storia

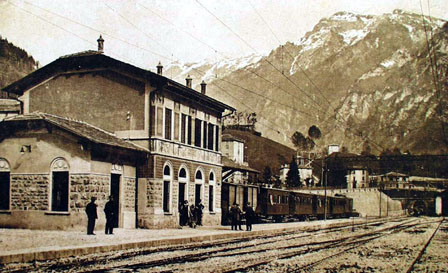
La stazione negli anni Trenta.
Si noti il treno merci in sosta presso il binario tronco del magazzino.

La stazione fu raggiunta dai primi treni viaggiatori il 31 luglio 1926 con l'apertura al servizio pubblico del tronco finale della ferrovia di valle proveniente dal precedente capolinea di San Giovanni Bianco. Inizialmente l'impianto fu servito da treni con trazione a vapore, ma dal 1º dicembre furono impiegati quelli a trazione elettrica.
Per qualche mese la denominazione iniziale dello scalo fu di "Piazza Brembana". Nel 1927 il comune omonimo fu assorbito in quello di San Martino de' Calvi, assieme a Lenna, Moio de' Calvi e Valnegra: la stazione fu ribattezzata in "San Martino de' Calvi Nord", per distinguerla da quella di Lenna che era stata ribattezzata "San Martino de' Calvi Sud".
Nel 1956, dopo il ritorno alle autonomie comunali da parte dei quattro municipi, l'impianto tornò ad avere la denominazione originaria di "Piazza Brembana".
Il servizio viaggiatori presso la stazione fu soppresso il 17 marzo 1966, assieme a quello dell'intera ferrovia.

## Strutture e impianti
Il fabbricato viaggiatori è un edificio simile a quello della stazione di Lenna in quanto furono costruiti in contemporanea. Si tratta di una costruzione in muratura, a pianta rettangolare, su due livelli fuori terra, con un'ala a un unico piano in direzione nordovest. All'estremo ovest del piazzale binari è presente il fabbricato per il riposo notturno del personale viaggiante.
Il piazzale era configurato come stazione di testa: i binari in asse al fabbricato viaggiatori erano tutti tronchi e, oltre a quello di corretto tracciato, erano presenti altri due di raddoppio. La rimessa locomotive si trovava in direzione Lenna ed era dotata di un fascio apposito composto da altri due binari, raccordati con il terzo binario della stazione. La dotazione era completata da altri due binari a servizio dello scalo merci di cui uno affiancava il piano caricatore e il magazzino. Quest'ultimo, come in casi analoghi riguardanti la ferrovia della Val Brembana, era addossato al fabbricato viaggiatori.

## Movimento
Piazza Brembana era capolinea dei treni omnibus e accelerati provenienti dalla stazione di Bergamo FVB.
Dallo scalo merci partivano treni carichi di legname proveniente dall'altra valle che si dirigevano verso la stazione capolinea di Bergamo. Una sosta era effettuata anche a Lenna, per caricare il medesimo prodotto.